# Charlotte Le Bon
Ne pas confondre avec le mannequin Yasmin Le Bon.
Pour les articles homonymes, voir Le Bon.
Charlotte Le Bon est une actrice, réalisatrice, artiste, animatrice de télévision
et mannequin québécoise, née le 4 septembre 1986 à Montréal.

## Biographie

### Jeunesse et formation de mannequin
Charlotte Le Bon est la fille de Richard Le Bon et de l'actrice québécoise Brigitte Paquette. Sa mère joue souvent pour la télévision québécoise francophone et son beau-père, Frank Schorpion, pour le cinéma anglophone. Tous deux ont joué dans les deux langues.
Elle se lance dans une carrière de mannequin dès l'âge de 16 ans. Elle obtient un DEC en arts plastiques, l'équivalent du baccalauréat français, au Québec.
Entre 19 et 20 ans, son métier l'amène à voyager et elle finit par arriver, à l'âge de 23 ans, en France. Elle partage rapidement sa vie entre le Canada et la France pour sa carrière faite essentiellement de publicités : elle apparaît ainsi dans les publicités pour Si Lolita (Lolita Lempicka) et Carte Noire en 2009, ainsi que la publicité pour le shampoing Fructis de Garnier. Trop petite, son physique fait qu'elle ne défile jamais. Aussi, « parce que j'étais trop ronde. Je ne suis pas assez maigre », précise-t-elle.

### Percée télévisuelle
Après huit années de mannequinat, elle passe le casting, à 24 ans, de la nouvelle « miss météo » de la chaîne française Canal+ (pour Le Grand Journal), en remplacement de Pauline Lefèvre, dès la rentrée 2010.
La chaîne fait pression dès novembre sur la jeune femme pour la garder une saison supplémentaire. Elle refuse, et quitte l'émission en juin 2011, au terme d'une seule saison, pour aller faire du cinéma.
Elle reviendra néanmoins sur la chaîne la saison suivante : d'abord dans le Grand Journal où elle joue dans le programme court L'Envers du Décor diffusé les vendredis, aux côtés d'Alex Lutz, Bruno Sanches et Raphaël Cioffi. Puis en janvier 2012, pour quelques apparitions en tant que chroniqueuse, dans le Petit Journal de Canal+, chaque mercredi.

### Débuts dans le cinéma français

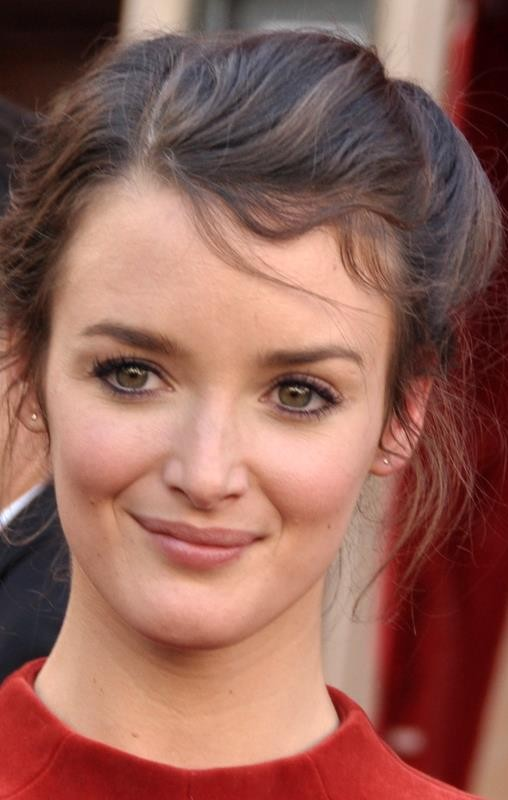
Charlotte Le Bon en 2012 à une avant-première de Astérix et Obélix : Au service de Sa Majesté.

C’est en 2011 qu'elle parvient à faire une percée en étant choisie par Laurent Tirard pour la superproduction française Astérix et Obélix : Au service de Sa Majesté, où elle incarne la promise de Jolitorax, joué par Guillaume Gallienne.
Elle décroche le titre de « Révélation de l'année » lors de la cérémonie du Trophée des Femmes en Or 2011 et a été élue femme de l'année 2012 par le magazine GQ.
Durant cette période, elle enchaîne les projets qui sortent durant l'année 2013.
Elle tient d'abord le premier rôle féminin, face à Raphaël Personnaz, de la comédie romantique La Stratégie de la poussette, écrit et réalisé par Clément Michel.
Elle partage avec Benoît Poelvoorde Le Grand Méchant Loup, de Nicolas & Bruno. Ensuite, elle fait partie du casting réuni par Michel Gondry pour son adaptation L'Écume des jours.
Enfin, elle fait une incursion dans un registre dramatique en faisant partie de la distribution du militant La Marche, de Nabil Ben Yadir, aux côtés de Jamel Debbouze. Sa performance lui permet de faire partie des pré-nommées à la 39e cérémonie des César pour le César du meilleur espoir féminin en 2014.
En 2014, elle confirme dans ce registre dramatique, avec le biopic Yves Saint Laurent, mis en scène par Jalil Lespert. Elle y prête ses traits à Victoire Doutreleau, muse du célèbre couturier aux côtés de Pierre Niney et de Guillaume Gallienne. L'exposition internationale du film lui permet de se faire connaître à Hollywood.

### Progression internationale
Dès 2014, elle est à l'affiche de la comédie dramatique hollywoodienne Les Recettes du bonheur, sous la direction de Lasse Hallström. C'est Steven Spielberg, le producteur, qui l'avait repérée sur le plateau du Grand Journal. Le cinéaste la recommande aussi à son ami Robert Zemeckis pour son prochain projet. Elle rejoint ainsi la distribution du blockbuster  The Walk : Rêver plus haut, mené par la star Joseph Gordon-Levitt, et qui sort fin 2015. Enfin, elle est choisie par les studios Disney et Pixar pour prêter sa voix à l'héroïne de leur film d'animation Vice-Versa.
Cette même année, elle est nommée pour le César 2015 de la meilleure actrice dans un second rôle pour Yves Saint Laurent.
Entre-temps, elle reste néanmoins en Europe pour tourner la comédie dramatique à petit budget Libre et assoupi, sortie en 2014 ; elle fait ensuite partie du casting international réuni par le cinéaste espagnol Mateo Gil pour son film expérimental de science-fiction Realive. Si la sortie de ce film est retardée, l'actrice défend plusieurs projets en 2016.
Au cinéma, elle partage d'abord l'affiche de la comédie romantique Le Secret des banquises avec Guillaume Canet, puis tient le premier rôle féminin du film d'action franco-britannique Bastille Day, de James Watkins. Elle y évolue aux côtés de Idris Elba, Richard Madden et Kelly Reilly. Pendant l'été sort également le thriller historique anglais Anthropoid, écrit et réalisé par Sean Ellis, et porté par Cillian Murphy.
Elle revient en novembre en tête d'affiche du thriller Iris, thriller psychologique marquant ses retrouvailles avec Jalil Lespert, mais aussi Romain Duris. Le film est un échec, malgré une forte exposition médiatique et une grosse combinaison de salles.
Toujours en 2017, elle donne la réplique à Christian Bale et Oscar Isaac dans le film The Promise du réalisateur Terry George. Le film est considéré comme un désastre financier.
Au Festival de Cannes 2018, elle présente son premier court-métrage en tant que réalisatrice, intitulé Judith Hôtel.
En décembre 2018, elle est membre du jury du 10e Festival de cinéma européen des Arcs, sous la présidence du réalisateur Ruben Östlund.
Elle coécrit et réalise son premier long métrage, Falcon Lake, adapté de la bande dessinée Une sœur, de Bastien Vivès. Le tournage s'est déroulé à l'été 2020 au Québec. Le film est présenté en première mondiale dans la sélection de la Quinzaine des réalisateurs qui se déroule en parallèle du Festival de Cannes 2022. Il sort le 14 octobre 2022 au Canada, et le 7 décembre en France. Le film reçoit un accueil positif de la presse et remporte le Prix Louis-Delluc du premier film.

## Carrière artistique
Diplômée en arts plastiques, elle poursuit activement parallèlement à sa carrière d’actrice une carrière d’illustratrice et de street artist. Elle débute comme illustratrice pour le magazine en ligne Spank, fondé par son ami et co-auteur à la météo de Canal+ Raphaël Cioffi, qui lui propose de signer des illustrations pour certains articles.
Elle interrompt néanmoins sa carrière d’illustratrice lorsque les commandes s’avèrent difficiles à gérer avec sa carrière télévisuelle. En 2011, dans la foulée de la commémoration des trente ans de la Marche pour l'égalité et contre le racisme, elle participe à l'organisation, avec l’aide de l’artiste français JR, du projet Inside Out,. Le 2 décembre 2013, 2 500 portraits en noir et blanc sont collés sur la rue de la République à Lyon. Elle continue par la suite sporadiquement à exercer le street art en créant des œuvres qui permettent au public d’interagir avec ses illustrations : des lunes encordées à décrocher (dans les rues de Paris, dans la prison américaine Rikers Island à New York) un bouquet de fleurs sur une église abandonnée à Lyon.
En septembre 2016, elle confirme son retour à l’illustration en exposant ses œuvres à la Galerie Cinéma d’Anne-Dominique Toussaint, à Paris, « One Bedroom Hotel On The Moon ». Dans une entrevue accordée au New York Times, elle explique que cette exposition exprime un mélange de mélancolie et d’espoir : « Mes personnages sont toujours seuls. […] Ils traduisent une forme d’isolement poétique. »

## Vie privée
Entre octobre 2010 et juillet 2016, elle est en couple avec le présentateur Ali Baddou. Ils se sont fiancés en 2013,. En juillet 2016, ils se séparent après trois ans de fiançailles et six ans de vie commune.
En 2024, elle s'affiche avec le comédien québécois Iannicko N'doua.

## Filmographie

### Actrice

#### Cinéma
Sauf indication contraire, les informations mentionnées dans cette section peuvent être confirmées par les bases de données cinématographiques IMDb et Allociné,  présentes dans la section « Liens externes ».

##### Longs métrages
- 2012 : Astérix et Obélix : Au service de Sa Majesté de Laurent Tirard : Ophélia
- 2013 : La Stratégie de la poussette de Clément Michel : Marie Deville
- 2013 : L'Écume des jours de Michel Gondry : Isis
- 2013 : Le Grand Méchant Loup de Nicolas & Bruno : Natacha
- 2013 : La Marche de Nabil Ben Yadir : Claire
- 2014 : Yves Saint Laurent de Jalil Lespert : Victoire Doutreleau
- 2014 : Libre et assoupi de Benjamin Guedj : Anna
- 2014 : Les Recettes du bonheur (The Hundred-Foot Journey) de Lasse Hallström : Marguerite
- 2015 : The Walk : Rêver plus haut (The Walk) de Robert Zemeckis : Annie
- 2016 : Le Secret des banquises de Marie Madinier : Christophine
- 2016 : Bastille Day de James Watkins : Zoé Naville
- 2016 : Iris de Jalil Lespert : Claudia
- 2016 : Opération Anthropoid (Anthropoid) de Sean Ellis : Marie Kovárniková
- 2016 : Realive (Project Lazarus) de Mateo Gil : Elizabeth
- 2017 : La Promesse (The Promise) de Terry George : Ana
- 2019 : Berlin, I Love You : Rose
- 2021 : Warning d'Agata Alexander : Charlotte
- 2022 : Fresh de Mimi Cave : Ann
- 2024 : Niki de Céline Sallette : Niki de Saint Phalle

##### Courts métrages
- 2007 : Le Goût du temps de Franck Blaess : Une vendeuse Lifemart
- 2010 : Impossible de Vanya Rose : La fille mince
- 2014 : Vengeance et terre battue de Mathieu Sapin : Rita Cerveau[30]

#### Télévision
- 2013 : Le Débarquement
- 2017 : Calls (série télévisée), épisode 7 : Rose
- 2020 : Cheyenne et Lola (série OCS) : Lola
- 2022 : C'est comme ça que je t'aime, saison 2 : Grazia
- 2025 : The White Lotus saison 3 (série HBO) : Chloé

##### Doublage
- 2013 : Hubert et Takako : Takako (création de voix)
- 2015 : Vice-versa (VF) / Sens dessus dessous (VQ) : Joie[n 1] (voix française et québécoise)
- 2024 : Vice-versa 2 (VF) / Sens dessus dessous 2 (VQ) : Joie[n 1],[31] (voix française et québécoise)
- 2024 : Rêves Productions (en) : Joie[n 1] (mini-série)

### Réalisatrice

#### Long métrage
- 2022 : Falcon Lake (également scénariste et productrice déléguée)

#### Court métrage
- 2018 : Judith Hotel (également scénariste)

## Distinctions
Sauf indication contraire, les informations mentionnées dans cette section peuvent être confirmées par les bases de données cinématographiques IMDb et Allociné,  présentes dans la section « Liens externes ».

### Récompenses
- Festival du cinéma américain de Deauville 2022 : Prix d'Ornano-Valenti pour Falcon Lake
- Festival international du film de Chicago 2022 : Gold Hugo dans la compétition des nouveaux réalisateurs pour Falcon Lake
- Festival international du film de Vancouver 2022 : Prix du réalisateur canadien émergent pour Falcon Lake
- Festival international du film de Bucarest 2022 : Grand Prix pour Falcon Lake
- Gala Québec Cinéma 2023 : Prix Meilleur Premier Film pour Falcon Lake[32]

### Nominations
- César 2014 : présélection « Révélation » pour le César du meilleur espoir féminin pour La Marche
- César 2015 : César de la meilleure actrice dans un second rôle pour Yves Saint Laurent
- César 2023 : César du meilleur premier film pour Falcon Lake

### Sélections
- Festival de Cannes 2022 : sélection Quinzaine des réalisateurs, en compétition pour la Caméra d'or pour Falcon Lake
- Festival du film de Munich 2022 : en compétition pour le prix du meilleur film d'un réalisateur émergent pour Falcon Lake
- Festival international du film d'Athènes 2022 : en compétition pour l'Athena d'or pour Falcon Lake
- Festival international du film de Bergen 2022 : en compétition dans la sélection « Cinema Extraordinaire » pour Falcon Lake
- Festival international du film de Calgary (en) 2022 : en compétition pour le prix de l'artiste canadien émergent pour Falcon Lake